# Philipp Pflug
Philipp Pflug (* 19. Jahrhundert; † 20. Jahrhundert) war ein deutscher Politiker (Nationalliberale Partei, Deutsche Staatspartei) und Lehrer. Er war Stadtverordneter in Zittau und Mitglied des sächsischen Landtages.

## Leben und Wirken
Pflug war ab 1885 als Lehrer, zuletzt als Oberlehrer in Zittau tätig. Mehr als 25 Jahre arbeitete er an der dortigen Schliebenschule.
Von 1907 bis 1909 war er als Mitglied der Nationalliberalen Partei (NLP) für der ersten städtischen Wahlbezirk (Zittau) in der Zweiten Kammer des sächsischen Landtags vertreten. 1910 veröffentlichte er bei Böhm in Zittau die Schrift Der Nationalliberale Verein für den sächsische Reichstagswahlkreis (Zittau) im ersten Vierteljahrhundert seines Bestehens 1885-1910.
1932 wird er noch als Stadtverordneter in Zittau genannt. 1935 ist er noch in Zittau nachweisbar. Er war ein Freund von Wilhelm Külz.
Bei den Reichstagswahlen im März 1933 kandidierte er für die Deutsche Staatspartei.